# Дом, в котором в 1881 и 1887 годах жил И. П. Павлов
Дом, в котором в 1881 и 1887 годах жил И. П. Павлов — здание в Ростове-на-Дону. Расположено по адресу: Большая Садовая улица, дом 97. Особняк знаменит тем, что в нём дважды останавливался выдающийся русский учёный-физиолог Иван Петрович Павлов. Здание имеет статус объекта культурного наследия федерального значения.

## История
Особняк на Большой Садовой улице был построен в третьей четверти XIX века. Он принадлежал Евстигнею Никифоровичу Хмельницкому, будущему городскому голове. Младшей сестрой жены Хмельницкого была Серафима Васильевна Карчевская — будущая жена Ивана Петровича Павлова.
Весной 1881 года Павлов приехал в Ростов, чтобы сыграть свадьбу с Карчевской, и остановился в доме Хмельницкого. 25 мая 1881 года состоялась свадьба. Празднования проходили в доме Хмельницкого в узком семейном кругу. После свадьбы молодожёны провели в этом доме около двух недель. В 1887 году Павлов с супругой и сыном вновь посетил Ростов. Они останавливались в особняке на Большой Садовой улице.
В 1949 году к столетию со дня рождения И. П. Павлова на фасаде здания была установлена мемориальная доска с текстом: «В этом доме в 1881 и 1887 гг. жил великий русский физиолог И. П. Павлов — патриот нашей Родины, создатель современной материалистической физиологии». 30 августа 1960 года Постановлением Совета Министров РСФСР здание было взято под государственную охрану. В 1971 году мемориальная доска была заменена на новую, выполненную скульптором О. Ч. Кахановской.
В настоящее время в доме находится детский магазин.

## Архитектура
Одноэтажный кирпичный дом имеет прямоугольную конфигурацию в плане. Крыша четырёхскатая с чердаком. Фасад здания выходит на Большую Садовую улицу. Слева от дома расположены ворота, ведущие во двор. Оконные проёмы парадного фасада имеют богатый декор. В центральной части расположены пять одинаковых окон, обрамлённых профилированными наличниками и украшенных дугообразными сандриками. Окна, расположенные по бокам, выделены рустованными лопатками. Парадный вход, расположенный слева, декорирован фронтоном. Строение имеет коридорную систему планировки с двусторонним расположением помещений.